# Aaron Gourevitch
Pour les articles homonymes, voir Gourevitch.
Aaron Yakovlévitch Gourevitch (en russe : Арон Яковлевич Гуревич), né le 12 mai 1924 à Moscou et mort le 5 août 2006 dans la même ville, est un historien médiéviste russe. Il fut récipiendaire du prix d'État de la fédération de Russie (1993).

## Biographie
Aaron Gourevitch étudie l'histoire à Moscou et y est diplômé de la faculté d'histoire de l'Université d'État de Moscou en 1947 et de l'Institut d'histoire de l'Académie des sciences de l'URSS en 1950. Il était l'un des élèves de Evgueny Kosminsky. Il devient docteur ès sciences (doktor nauk) en 1962. Il s'est aussi penché sur l'histoire de la culture (Cultural Studies). Il a été membre de l'Institut pour l'histoire universelle de l'Académie des sciences de l'URSS et de la Société royale des lettres et des sciences de Norvège, et docteur honoris causa de l'université de Lund.
Aaron Gourevitch est inhumé au cimetière Vostriakovo.

## Publications
(Liste partielle)
- La culture populaire au Moyen-âge : simplices et docti  (trad. Elena Balzamo), Paris, Aubier, coll. « Aubier histoires », 1996, 447 p. (ISBN 978-2-7007-2256-7)
- La naissance de l'individu dans l'Europe médiévale  (trad. Jean-Jacques Marie, préface de Jacques Le Goff), Paris, Seuil, coll. « Librairie européenne des idées : Faire l'Europe », 1997, 321 p. (ISBN 978-2-02-012429-4)
- Les catégories de la culture médiévale  (trad. Hélène Courtin et Nina Godneff, préface de Georges Duby), Paris, Gallimard, coll. « Bibliothèque des histoires », 2012 (1re éd. 1983), 340 p. (ISBN 978-2-07-023159-1)

Ouvrage collectif
- L'homme et l'histoire : recherches historico-anthropologiques et historico-culturelles  (sous la direction de Youri Bessmertny et Aron Gourevitch), Moscou, Nauka, coll. « Histoire universelle » (no 6), 1990 (ISBN 978-5-02-023573-1)

## Crédit d'auteurs
- (de) Cet article est partiellement ou en totalité issu de l’article de Wikipédia en allemand intitulé « Aaron Jakowlewitsch Gurewitsch » (voir la liste des auteurs).